# Gottfried Behrndt
Gottfried Behrndt (* 21. März 1693 in Ebersbach/Sa.; † 1. März 1743 in Eichenbarleben) war ein deutscher Amtmann, Genealoge und Schriftsteller.

## Leben
Gottfried Behrndt wurde als Sohn des Organisten und Schulmeisters David Behrndt († 1721) und dessen Frau Sabina geb. Steffan († 1708) geboren. Er besuchte in Magdeburg das Gymnasium und studierte ab 1716 Jura in Halle u. a. bei Justus Henning Böhmer, Christian Wolff, Johann Gottlieb Heineccius und Johann Friedemann Schneider. 1719 wurde er Hofmeister des Gebhard Johann von Alvensleben (1703–1763), den er 1721–1724 auch an die Universität Leipzig begleitete. 1724 berief Gebhard Johann ihn als Amtmann und Justitiar nach Eichenbarleben.
Mit Johann Christoph Gottsched pflegte er 1733–1736 einen Briefwechsel. Für Georg Philipp Telemann verfasste er die Texte für den sogenannten „Stolbergischen“ Kantaten-Jahrgang (Erstaufführung 1736/37).

## Werke
- Geschichtmäßige Vorstellung von den Gerechtsamen derer teutschen Kayser und des Heil. Reichs auf das Groß-Herzogthum Florentz : denen zugl. die von florentinischer Seite gemachten Einwürfe u. derselben gründl. Wiederlegung, nebst e. ausführl. Nachricht von d. Florentin.... 1722, urn:nbn:de:bvb:12-bsb10511642-5.
- Den frühzeitigen Verlust Der Weyland Hoch-Wohlgebohrnen Frauen, Frauen Johannä Fridricä von Alvensleben, Des ... Gebhard Johanns v. Alvensleben, Auf Eichenbardeleben, Rogätz und Vinau Erbherrn, ... Wohlbestalten Cammer-Junckers, ... Gemahlin, Als Sie den 28ten April 1727. ... Dieses Zeitliche mit dem Ewigen verwechselte, Beklaget Jn tieff-ergebensten Gehorsam ... Gottfried Behrndt, Adelicher Alvenslebischer Amtmann zu Eichenbarleben. 1727
- Geschlechts-Ahnen, Der Weyland Hoch-Wohlgebohrnen Frauen, Frauen Johannä Fridericä geb. von Alvensleben, Gemahlin Des ... Gebhard Johannis von Alvensleben, Auf Eichenbardeleben, Rogätz ... Erbherrn, ... Cammer-Junckers; Welche zu Erxleben gebohren den 9. August. 1709. ... Gestorben den 4. May 1727. zu Eichenbarleben ... 1727
- Bernanders Sammelung Verirrter Musen : Darinnen Theils zerstreuete, Theils noch gantz ungedruckte Jedoch auserlesene Gedichte Verschiedener berühmten und geschickten Persohnen, Nebst seinen eigenen enthalten. 10 Teile. 1732–1735.
- Nachricht Von Abstammung, Leben, Verrichtungen und erfolgten Absterben des Hochseligen Herrn Feld-Marschal-Lieutenants Busso von Hagen. 1735
- Ruhe tapfrer Busso wohl, Schlaf Herr General von Hagen, Denckt man Deiner, wie man soll; Muß man uns, nicht Dich, beklagen : Eichenbarleben den 13. Mertz 1735. 1735
- An Den Hochwürdigen und Hochwolgebohrnen Herrn Herrn Gebhard Johann von Alvensleben, Eines hohen Stifts zu Magdeburg residirenden Domherrn, ... Kammer-Junker, auf Eichenbarleben, Rogätz ... Erb- und Gerichtsherrn Und Dessen Hochwolgebohrne Frau Gemahlin, Frau Sophia-Wilhemina, geb. von Hagen, eröfnet Bey dem frühzeitigen Hintritt Dero Dritten Hochwolgebohrnen Fräulein Tochter, Frl. Charlotte-Louisen von Alvensleben, Welche zu Rogätz geb. den 22. Octobr. 1732. zu Magdeburg gest. den 20. May 1738. und den 23. desselben Monats in das hochadliche Erbbegräbnis nach Eichenbarleben abgeführet worden ... seine beyfällige Gedancken ... in folgender Ode Gottfried Behrndt. 1738
- Ehren-Denkmal, Der weiland Hochwohlgebohrnen Frau, Frau Sophia Wilhelminen, gebohrnen von Hagen, Des ... Herrn Gebhard-Johanns von Alvensleben, Domherrn des Hohen Stifts zu Magdeburg, Erb- und Gerichtsherrn auf Eichenbarleben ... Frau Gemahlin, Welche am 18ten August, Morgens 8. Uhr 1742. zu Eichenbarleben Ihr ... Leben beschlossen. 1742
- Versuch Einiger Stammtafeln Des uralten hochadelichen Geschlechts von dem Busch, Westphälischen Ursprungs : Zur fernern Erläuterung Dessen Geschichte und Geschlechtskunde ; An Des Herrn Domdechants zu Halberstadt, Herrn Clamor Eberhards von dem Busche, Hochwürden und Hochwohlgebohrnen Gnaden ... 1742
- Hn. Amtm. Gottfried Behrndts seel. Einleitung zu allerhand vermischten Sprach-Anmerckungen über einige deutsche gangbare Redens-Arten und Wörter. In: Der Prüfenden Gesellschafft zu Halle Fortgesetzte, zur Gelehrsamkeit gehörige, Bemühungen. 3.1743-47 (Digitalisat).
- Gottfried Behrndts Sammlung Von Lob- glückwünschungs- trauer- vermischten, geistlichen, und weltlichen Gedichten, Welche Theils verschiedene geschickte Personen, Theils er selbst, verfertiget hat : zum Druck befördert, Und Mit einem doppelten Register, derer Verfasser, und derer Gedichte, versehen. 1746